# حبیب‌وند
حبیب‌وند ، روستایی از توابع دهستان بشیوه و پاطاق بخش مرکزی شهرستان سرپل ذهاب در استان کرمانشاه ایران است.
این روستا به دلیل عبور جادهٔ کرند_سرپل‌ذهاب از میان آن به دو بخش شمالی و جنوبی تقسیم می‌شود که بخش عمده روستا در بخش جنوبی قرار دارد.

## جمعیت
این روستا در دهستان بشیوه و پاطاق قرار دارد و براساس سرشماری مرکز آمار ایران در سال ۱۳۹۵، جمعیت آن ۷۸۵ نفر (۱۷۹ خانوار) بوده‌است.
جمعیت این روستا از سال ۱۳۸۵ تا ۱۳۹۵ رشد منفی ۶ درصدی را تجربه کرده است.

## امکانات
روستای حبیب‌وند دارای امکانات مناسبی(البته در حد یک روستا) است 
از جمله این امکانات میتوانیم به مدرسه ابتدایی، مدرسه دبیرستان دخترانه، سوپر مارکت، فروشگاه گوشت بوقلمون، خدمات برق خودرو و حتی یک روستوران بین راهی کوچک اشاره کنیم!

## حوادث
به گزارش خبرگزاری فارس در تاریخ ۹ مرداد ۱۳۹۰ بر اثر واژگونی اتوبوس حامل زائران کربلا حدود ساعت ۲ بعد از ظهر در روستای حبيب وند سرپل ذهاب ۵۰ نفر کشته و مجروح شدند. علت واژگونی اتوبوس خواب آلودگی راننده گزارش شد.
به گزارش شبکه اطلاع رسانی راه دانا در تاریخ ۱۹ بهمن ۱۳۹۶ بر اثر برخورد شدید یکدستگاه خودرو سواری دنا با یک منزل مسکونی در روستای حبیب‌وند دو نفر از سرنشینان خودرو مصدوم و یک نفر کشته شد.دراین حادثه رانندگی خودروی سواری دنا به دلیل سرعت بالا وعدم توانایی راننده در کنترل خودرو با یک منزل مسکونی در روستای حبیبوند برخورد کرده و سه سرنشین این خودرو به بیمارستان منتقل شدند که یک نفر از آنها جان خود را ازدست داد.
در حادثه دیگری به گزارش شبکه اطلاع رسانی مرصاد در تاریخ ۲ مهر ۱۳۹۷ در روستای حبیبوند برخورد یک دستگاه سواری پراید با گله احشام حادثه آفرید که در اين حادثه، ۹ راس گوسفند تلف شدند. عدم توجه به جلو راننده پراید و عدم استفاده هدایتگر گله احشام از تجهیزات ایمنی و علائم هشدار دهنده در حین حرکت علت وقوع این حادثه عنوان شد.